# Stazione meteorologica di Borgo Val di Taro
La stazione meteorologica di Borgo Val di Taro è la stazione meteorologica di riferimento relativa alla località di Borgo Val di Taro.

## Coordinate geografiche
La stazione meteo si trova nell'Italia nord-orientale, in Emilia-Romagna, in provincia di Parma, nel comune di Borgo Val di Taro, a 411 metri s.l.m. e alle coordinate geografiche 44°29′N 9°46′E.

## Dati climatologici
In base alla media trentennale di riferimento 1961-1990, la temperatura media del mese più freddo, gennaio, si attesta a +1,0 °C; quella del mese più caldo, luglio, è di +21,5 °C .
| Borgo Val di Taro  | Mesi | Mesi | Mesi | Mesi | Mesi | Mesi | Mesi | Mesi | Mesi | Mesi | Mesi | Mesi | Stagioni | Stagioni | Stagioni | Stagioni | Anno |
| Borgo Val di Taro  | Gen  | Feb  | Mar  | Apr  | Mag  | Giu  | Lug  | Ago  | Set  | Ott  | Nov  | Dic  | Inv      | Pri      | Est      | Aut      | Anno |
| ------------------ | ---- | ---- | ---- | ---- | ---- | ---- | ---- | ---- | ---- | ---- | ---- | ---- | -------- | -------- | -------- | -------- | ---- |
| T. max. media (°C) | 4,6  | 7,1  | 11,2 | 16,2 | 20,4 | 25,2 | 28,4 | 27,2 | 22,8 | 16,7 | 10,3 | 5,7  | 5,8      | 15,9     | 26,9     | 16,6     | 16,3 |
| T. min. media (°C) | −2,6 | −1,7 | 2,4  | 6,1  | 9,3  | 12,6 | 14,5 | 14,4 | 12,0 | 7,9  | 3,2  | −0,7 | −1,7     | 5,9      | 13,8     | 7,7      | 6,5  |